# Bergenia emeiensis
Bergenia emeiensis är en stenbräckeväxtart som beskrevs av Cheng Yih Wu. Bergenia emeiensis ingår i släktet bergenior, och familjen stenbräckeväxter. Utöver nominatformen finns också underarten B. e. rubellina.